# Errata
Errata ou corrigenda (plural de erratum ou corrigendum) são correções tipográficas anexadas a um livro, manual ou publicação. Geralmente são impressas nas páginas finais da obra ou em folha separada. Essas correções e outras que venham a ser descobertas serão incorporadas à obra numa edição posterior, à qual se costuma incluir o sub-título "edição revista e corrigida".

## Erratas no jornalismo
Erratas são o meio mais comum e mais utilizado de se fazer algum tipo de retratação, é um direito concebido pela LEI Nº 13.188, DE 11 DE NOVEMBRO DE 2015.
“Art. 1º Esta Lei disciplina o exercício do direito de resposta ou retificação do ofendido em matéria divulgada, publicada ou transmitida por veículo de comunicação social.”
Antes dessa lei ser outorgada as erratas já atuavam no jornalismo impresso como maneira de diminuir ou sanar os possíveis danos causados por erros de quaisquer ordem.

### Errata do Jornal Correio Braziliense
Uma das erratas mais famosa do mundo jornalístico foi o caso do jornal Correio Braziliense, que no dia 03 de Agosto de 2000, fez o leitor acreditar que o secretário da presidência Eduardo Jorge Caldas Pereira estava envolvido em esquemas suspeitos com o Banco do Brasil. No dia seguinte, o jornal se retratou com a matéria “O Correio Errou” publicando em primeira página o erro que tinha cometido. Por esse motivo, ganhou o Prêmio Esso de melhor contribuição à imprensa. Esse caso foi uma das retratações de maior ênfase da história do jornalismo, contrariando a tendência dos meios comunicativos de esconder os erros.

### O jornalismo atual e a tendência de esconder erros
No decorrer da existência do jornalismo impresso as erratas são por vezes pequenas, passando despercebidas pelos leitores, mas que se torna ainda mais grave no webjornalismo pois, muitas vezes, os erros são apenas atualizados e não são sequer citados pela página de comunicação, ferindo códigos de ética e a própria constituição federal.